# Kush Maini
Kush Maini, kannada ಕುಶ್ ಮೈನಿ (ur. 22 września 2000 w Bengaluru, w stanie Karnataka) – indyjski kierowca wyścigowy, startujący w Formule 2 w sezonie 2025. Kierowca rezerwowy zespołu Alpine w Formule 1.
Maini jest członkiem akademii Alpine.

## Podsumowanie
| Legenda oznaczeń w tabelach wyników Wyświetl szablon na nowej stronie | Legenda oznaczeń w tabelach wyników Wyświetl szablon na nowej stronie                                                                     |
| Oznaczenie                                                            | Wyjaśnienie |
| --------------------------------------------------------------------- | --- |
| Złoty                                                                 | Zwycięzca lub mistrzostwo |
| Srebrny                                                               | 2. miejsce lub wicemistrzostwo |
| Brązowy                                                               | 3. miejsce lub II wicemistrzostwo |
| Zielony                                                               | Ukończył, punktował (w klasyfikacji generalnej, gdy zdobył co najmniej jeden punkt na przestrzeni sezonu, poza trzema powyższymi opcjami) |
| Niebieski                                                             | Ukończył, nie punktował (w klasyfikacji generalnej, gdy nie zdobył co najmniej jednego punktu na przestrzeni sezonu)                      |
| Czerwony                                                              | Nie zakwalifikował się (NZ) |
| Czerwony                                                              | Nie prekwalifikował się (NPK) |
| Różowy                                                                | Nie ukończył (NU) |
| Różowy                                                                | Niesklasyfikowany (NS) (w klasyfikacji generalnej, gdy nie został sklasyfikowany w żadnym wyścigu sezonu)                                 |
| Czarny                                                                | Zdyskwalifikowany (DK) |
| Czarny                                                                | Wykluczony (WYK/EX) |
| Biały                                                                 | Nie wystartował (NW) |
| Biały                                                                 | Kontuzjowany (K/INJ) |
| Biały                                                                 | Wyścig odwołany (OD/C) |
| Bez koloru                                                            | Został wycofany (WYC/WD) |
| Bez koloru                                                            | Nie przybył (NP/DNA) |
| Bez koloru                                                            | Nie brał udziału w treningach (NT/DNP) |
| Bez koloru                                                            | Nie został zgłoszony (–) |
| Pogrubienie                                                           | Start z pole position |
| Kursywa                                                               | Najszybsze okrążenie wyścigu |
| †                                                                     | Nie ukończył, ale jego rezultat został zaliczony ze względu na przejechanie więcej niż 90% dystansu wyścigu.                              |
| *                                                                     | Sezon w trakcie |
| 1/2/3                                                                 | Punktowana pozycja w sprincie kwalifikacyjnym                                                                                             |
| Lista systemów punktacji Formuły 1                                    | |

| Sezon     | Seria                               | Zespół                           | Starty                       | P1                           | PP                           | NO                           | Podia                        | Punkty                       | Pozycja                      |
| --------- | ----------------------------------- | -------------------------------- | ---------------------------- | ---------------------------- | ---------------------------- | ---------------------------- | ---------------------------- | ---------------------------- | ---------------------------- |
| 2016      | Włoska Formuła 4                    | BVM Racing                       | 21                           | 0                            | 0                            | 0                            | 1                            | 53                           | 16                           |
| 2017      | Włoska Formuła 4                    | Jenzer Motorsport                | 21                           | 0                            | 0                            | 0                            | 2                            | 114                          | 8                            |
| 2017      | ADAC Formuła 4                      | Jenzer Motorsport                | 3                            | 0                            | 0                            | 0                            | 0                            | 0                            | NS†                          |
| 2018      | BRDC Brytyjska Formuła 3            | Lanan Racing                     | 23                           | 1                            | 2                            | 4                            | 8                            | 366                          | 3                            |
| 2019      | Formula Renault Eurocup             | M2 Competition                   | 20                           | 0                            | 0                            | 0                            | 1                            | 102                          | 6                            |
| 2020      | BRDC Brytyjska Formuła 3            | Hitech Grand Prix                | 24                           | 3                            | 2                            | 1                            | 12                           | 448                          | 2                            |
| 2021      | Azjatycka Formuła 3                 | Mumbai Falcons India Racing Ltd. | 14                           | 0                            | 0                            | 2                            | 1                            | 55                           | 11                           |
| 2021      | World Endurance Championship – LMP2 | ARC Bratislava                   | 1                            | 0                            | 0                            | 0                            | 0                            | 1                            | 30                           |
| 2022      | Formuła 3                           | MP Motorsport                    | 18                           | 0                            | 0                            | 0                            | 1                            | 31                           | 14                           |
| 2023      | Formuła 2                           | Campos Racing                    | 26                           | 0                            | 0                            | 0                            | 1                            | 62                           | 11                           |
| 2023–2024 | Formuła E                           | Mahindra Racing                  | Kierowca rezerwowy           | Kierowca rezerwowy           | Kierowca rezerwowy           | Kierowca rezerwowy           | Kierowca rezerwowy           | Kierowca rezerwowy           | Kierowca rezerwowy           |
| 2024      | Formuła 2                           | Invicta Racing                   | 28                           | 1                            | 1                            | 1                            | 5                            | 74                           | 13                           |
| 2025      | Formuła 2                           | DAMS Lucas Oil                   | 1                            | 0                            | 0                            | 0                            | 0                            | 0*                           | 0*                           |
| 2025      | Formuła 1                           | BWT Alpine F1 Team               | Kierowca testowy i rezerwowy | Kierowca testowy i rezerwowy | Kierowca testowy i rezerwowy | Kierowca testowy i rezerwowy | Kierowca testowy i rezerwowy | Kierowca testowy i rezerwowy | Kierowca testowy i rezerwowy |

* – Sezon w trakcie.